# Aire d'attraction de Saint-Calais
L'aire d'attraction de Saint-Calais est un zonage d'étude défini par l'Insee pour caractériser l’influence de la commune de Saint-Calais sur les communes environnantes. Publiée en octobre 2020, elle se substitue à l'aire urbaine de Saint-Calais, qui comportait 2 communes dans le dernier zonage qui remontait à 2010.

## Définition
L'aire d'attraction d'une ville est composée d’un pôle, défini à partir de critères de population et d’emploi ainsi que d’une couronne constituée des communes dont au moins 15 % des actifs travaillent dans le pôle. Le pôle d’attraction constitue ainsi un point de convergence des déplacements domicile-travail,.

## Type et composition
L’aire d'attraction de Saint-Calais est une aire intra-départementale qui comporte 10 communes dans la Sarthe. 
Elle est catégorisée dans les aires de moins de 50 000 habitants, une catégorie qui regroupe 12,2 % au niveau national.

### Carte

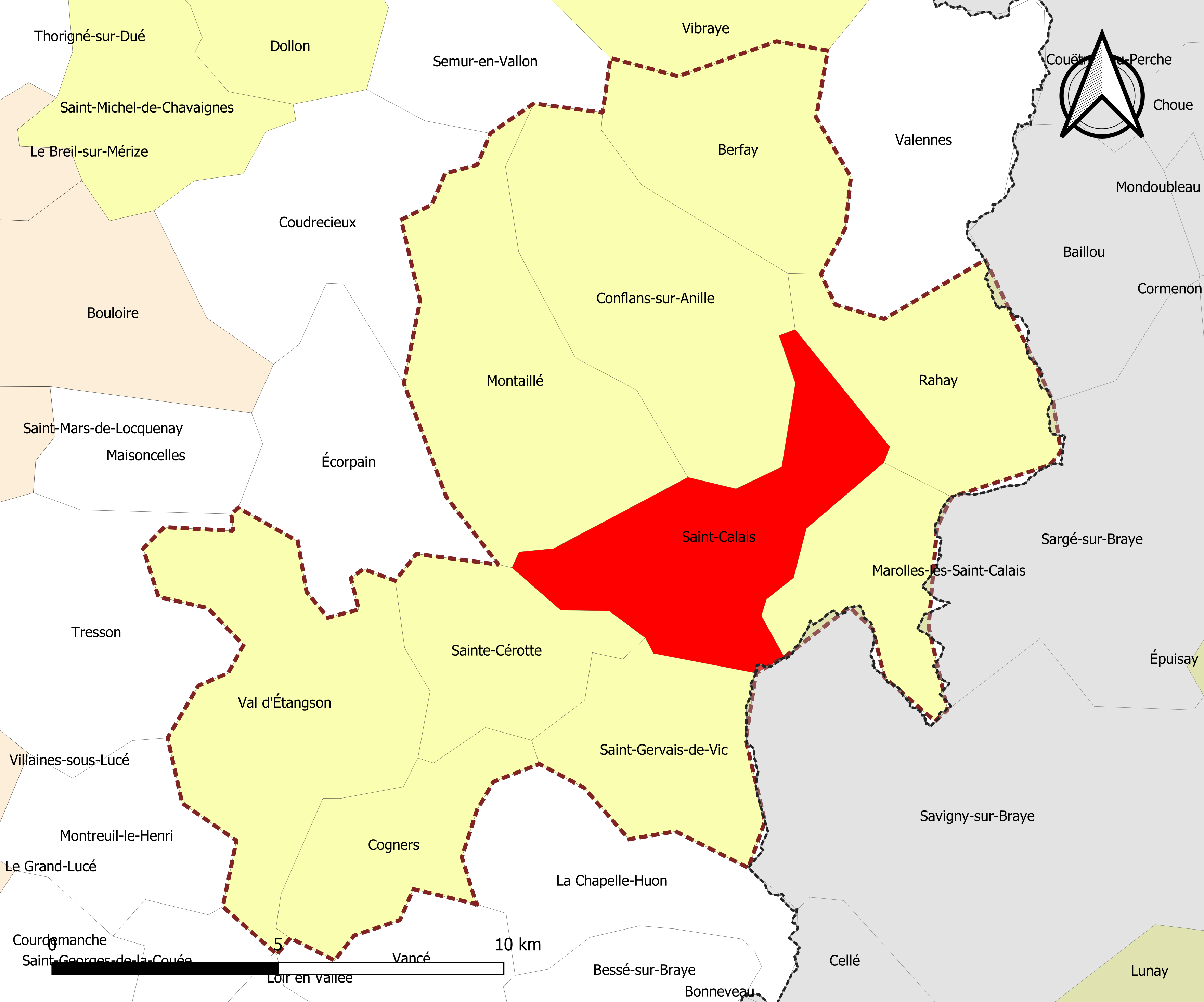
Carte de l'aire d'attraction de Saint-Calais.
Commune-centre
Commune de la couronne

### Composition communale
| Nom                           | Code Insee | Département | Statut                 | Superficie (km2) | Population (dernière pop. légale) | Densité (hab./km2) | Modifier                                    |
| ----------------------------- | ---------- | ----------- | ---------------------- | ---------------- | --------------------------------- | ------------------ | ------------------------------------------- |
| Saint-Calais (commune-centre) | 72269      | Sarthe      | commune-centre         | 22,76            | 2 969 (2022)                      | 130                | modifier les données · modifier les données |
| Berfay                        | 72032      | Sarthe      | commune de la couronne | 18,28            | 334 (2022)                        | 18                 | modifier les données · modifier les données |
| Cogners                       | 72085      | Sarthe      | commune de la couronne | 13,60            | 177 (2022)                        | 13                 | modifier les données · modifier les données |
| Conflans-sur-Anille           | 72087      | Sarthe      | commune de la couronne | 30,80            | 460 (2022)                        | 15                 | modifier les données · modifier les données |
| Val-d'Étangson                | 72128      | Sarthe      | commune de la couronne | 31,31            | 526 (2022)                        | 17                 | modifier les données · modifier les données |
| Marolles-lès-Saint-Calais     | 72190      | Sarthe      | commune de la couronne | 12,15            | 287 (2022)                        | 24                 | modifier les données · modifier les données |
| Montaillé                     | 72204      | Sarthe      | commune de la couronne | 30,18            | 517 (2022)                        | 17                 | modifier les données · modifier les données |
| Rahay                         | 72250      | Sarthe      | commune de la couronne | 18,94            | 160 (2022)                        | 8,4                | modifier les données · modifier les données |
| Sainte-Cérotte                | 72272      | Sarthe      | commune de la couronne | 14,36            | 326 (2022)                        | 23                 | modifier les données · modifier les données |
| Saint-Gervais-de-Vic          | 72286      | Sarthe      | commune de la couronne | 16,03            | 392 (2022)                        | 24                 | modifier les données · modifier les données |